# Xamkhalat dels Kazi Kumuk
El Xamkhalat dels Kazi Kumuk fou l'organització política feudal dels kumuks, els laks i els darguin. El Xamkhalat va agrupar als kumuks o kumyks, als laks i altres pobles. Els nom de kazi kumuks els donaven els àrab i derivava de l'àrab ghazi (lluitador per la religió) i Kumuk o Kumukh, el poble i el centre principal de les seves terres; aquest nom es va donar també als laks que es van separar del Xamkhalat 1578 (perquè Kumukh estava en el seu territori). El Xamkhal residia a les muntanyes de la regió dels laks.

## El Xamkhalat
El suposat primer Xamkhal fou Xahbaal ibn Abdallah (que va donar nom a la dinastia, coneguda com a Xahbàlida) al darrer quart del segle viii, però aquest període està totalment envoltat de confusió i manca de dades. Els haiximites de Derbent van derrotar poc després del 960 a un Xamkhal de nom Khaixram Ahmad ibn Munabbih al-Haiximi i haurien governat un segle i mig sobre els pobles que després serien els kumuks, des de 1077 però sota sobirania dels gran sultà seljúcida. Vers el 1120 o 1125 el Xamkalat va passar a vassallatge dels xirvanxahs. L'heroina Partu Pattima vers 1230 va tenir a ratlla als mongols i avui dia encara els laks la consideren la seva «Joana d'Arc». L'arribada de pobles que fugien dels mongols va reforçar la nació kumuk turquesa i va forjar la seva nacionalitat i d'altres. Vers 1260 el Xamkhal Txuban ibn Sultan Ali va començar a pagar tribut als mongols. Els kumuks i els laks es van estructurar nacionalment entre el segle xiii i el XIV quan hi va entrar l'islam. El Xamkhalat fou després vassall de Tamerlà breument i des de 1405 esdevingué independent.
Ja avançat el segle xv va començar la decadència amb les guerres contra Kabàrdia i Geòrgia que li va suposar la pèrdua dels territoris entre el Terek i el Sulak. Nominalment almenys després del 1501 foren feudataris dels safàvides perses. Avançat el segle xvi els dargins i els laks es van separar a la mort del Xamkhal Čoban, el 1578, no acceptant al seu fill Sultan But; el centre de govern es va desplaçar a Buynaksk.
Els russos que van fer expedicions a la zona el 1586, 1594 i 1604. El 1594 un destacament rus dirigit pel príncep Khworostinin, va conquerir temporalment Tarku o Buynak i va fundar una fortalesa al riu Koy Su o Sulak, però després foren derrotats i expulsats pel fill del Xamkhal amb suport otomà; el russos Buturlin i Plescheev hi van tornar el 1604, sense èxit mercès a l'aliança dels kumuks amb els otomans però no van poder evitar la imposició de certs privilegis pels russos. Tot i la nominal sobirania persa imposada per les armes a alguns prínceps el 1606 (que es va anar esvaint al llarg del segle XVII) el Xamkhal dels kumuks no va renunciar a la seva aliança amb els otomans (que havia iniciat el 1577 i que va durar dos segles) i el 1612 el tractat persa-otomà va establir que els prínceps fidels als otomans no patirien cap represàlia persa. Durant el segle xvi el Xamkhalat governava la major part del Daguestan del nord amb els estats semiindependents d'Endirey (Enderey), Aksay, Kosteko, Bammatulah, Buinaksk i altres tots els quals tenien al seu davant representants del Xamkhal.
El Xamkhal Aidemir el 1635 fou investit pel tsar i pel sultà otomà, però el 1638 es va declarar vassall de Pèrsia i va ser confirmat al càrrec pel xa, en el que va restar només un any i mig més. A la mort del seu successor Xamkhal Xurkay Mirza (1640-1641) el domini kumuk es limitava a la zona de la costa i a Buynak i en endavant la capital va estar normalment a Tarku o Tarki, considerada la branca principal dels Xamkhals.

## Descomposició; Tarki i Kazi Kumukh
El Xamkal de Tarki, Adil Giray va jurar fidelitat a Rússia el 1718. La mort de 300 comerciants russos a Şamaxı va portar a la intervenció russa. Rússia va ocupar Derbent el 1722 i les províncies de la costa es van haver de sotmetre a Rússia poc després. Un tractat (1724) va regular la partició del país entre Turquia i Rússia. El 1725 els russos ja havien decidit posar fi a la independència del Xamkhalat. Revoltat poc després el Xamkhal Adil, fou derrotat i deportat a Lapònia (1725) i el Xamkhalat fou abolit i es van crear els kanats de Mekhtuli i Bammatulah. Els turcs van enviar als tàtars de Crimea a la zona però foren rebutjats pels russos i Turquia va haver de renunciar a les seves pretensions.
Nàdir-Xah Afxar va recuperar el país per als perses (tractat de 1732 que retornava a Pèrsia tots els territoris al sud del Kura i tractat del 1735 que retornava els territoris entre el Kura i el Sulak). El Xamkhalat fou restaurat i nomenat príncep Khas Pilad Khan fill d'Adil Giray. Però la població local es va oposar als perses i Nadir Xah només va poder dominar de manera efectiva la zona de costa mentre la muntanya va restar independent.
Després del 1741 Murtazali ibn Surkhai (futur Xamkhal de Turki), fill del kan kumuk Xarkai III, va dirigir una revolta contra Nadir Xah de Persia. fortes lluites es van produir el 1742 i 1744. El seu germà va trencar tota relació amb Pèrsia després de 1747 al morir Nadir. A partir del 1765 el Xamkhalat ja només ocupava una banda de 2500 de llarg a la costa de la mar Càspia. El 1784 el Xamkhal Murtada Ali es va sotmetre a Rússia i el 1785 Rússia va nomenar un governador general del Caucas. Al final del segle xviii l'imam Mansur, amb suport de Turquia, va intentar reunir a la noblesa del Caucas especialment dels kumuks i dels kabardins, en un moviment religiós contra els russos, però no se'n va sortir; el seu moviment no va afectar gaire al país i els prínceps locals no li van donar suport.
El tractat de Gulistan de 1813 deixava el Daguestan en mans de Rússia. El 1818 tots els prínceps menys el Xamkhal es van aliar contra Rússia durant la Guerra del Caucas. Així el Xamkhalat va subsistir i el 1820 els russos s'hi van establir després de la victòria d'Aleksei Iermolov sobre la resta de prínceps i especialment el usmi de Kaytak en 1819. Després de 1830 el Xamkhal va rebre un agregat militar rus per aconsellar sobre els afers de govern. L'oposició popular a tot el Caucas era forta; el moviment religiós dels nakhbandiya es va difondre pel país i el 1830 es va iniciar la revolta al país àvar tant contra el príncep local com contra els russos. Sota la direcció de Ghazi o Hazi Muhammad (els russos l'anomenaren Kazi Mulla), fins que fou mort el 17 (29) d'octubre de 1832 a Gimri. El va succeir Hamza Beg, mort en lluita el 1834 prop de Khunzak; llavors va agafar la direcció l'Imam Xamil que va dirigir la guerra durant 25 anys, destacant les seves victòries del 1843 i 1844 quan els russos van ser pràcticament expulsats; a partir de 1849 els russos van recuperar el terreny i Xamil només va conservar la part occidental, on encara va resistir deu anys. Xamil es va rendir el 23 d'agost (6 de setembre) de 1859 al príncep Baryatinskiy, i en endavant els russos van dominar el país. Quan es va acabar amb el triomf rus, l'annexió del Xamkhalat era qüestió de temps. El territori del kan kumuk fou suprimit el mateix 1859 i el del Xamkhalat de Tarki el 1865 (efectiu el 1867). L'administració fou confiada a militars tsaristes.
Una revolta va esclatar el 1877, durant la guerra contra Turquia, i els rebels van conquerir la fortalesa de Kumukh el 8 (20) de setembre de 1877; l'usmi de Kaytak va recuperar el seu país i el masum de Tabarsaran va fer el mateix, però el Xamkhalat no hi va participar; el 1878 la revolta fou reprimida.

## Època moderna
A l'inici del segle XX es va formar una petita elit d'intel·lectuals kumuks d'on va sorgir el moviment nacionalista i democràtic que es va desenvolupar abans i després de la revolució. Aleshores els kumuks tenien una complexa però completa estructura feudal amb una classe dirigent formada pel Xamkhal, els begs, l'alta noblesa (txanka) la mitja noblesa (sala-uzden) i els caps religiosos; les classes inferiors les formaven els homes lliures (uzden), els serfs alliberats (čagar, organitzats en dimi = grups), els serfs vinculats a la terra (terkeme, vivint en diversos auls i treballant la terra) i els esclaus domèstics (kud) que eren molt pocs; al segle xx van augmentar els comerciants però els obrers pràcticament no existien i els que es dedicaven a la indústria ho feien en l'artesania.
Després de la revolució, el 1917, els kumyks preconitzaven una unió dels pobles turcs del Caucas, en contra de la unificació per religió que proposaven els conservadors; la llengua unificada havia d'estar basada en el kumyk o l'àzeri, i volien ser part del gran moviment panturc (que tenia centres a Bakú, a Kazan i a Crimea) que pensava en una Panturània que agrupava a tots els estats turcs del món. després d'una lluita pel poder entre els liberals i socialistes moderats i els conservadors dirigits pel xeic Uzun Hadjdji i l'imam Gotsinski, els bolxevics van prendre el poder a les principals ciutats de la plana l'abril de 1918; el setembre de 1918 l'exèrcit blanc del general Bicherahov, equipat a Pèrsia pels britànics, va dominar Daguestan i els soviètics no en van recuperar el control fins al 1920 quan Denikin fou derrotat i els partidaris de l'imam Gotsinski foren rebutjats a les muntanyes.

## Llista de Xamkhals dels Kazi Kumuk, khalklavchis (1604-1700) i kans (1700-1859) dels kumuks
- Ulkhai segle XVI
- Umal Mohammed ? -1550/1
- Bugdai 1550/1- vers 1574
- Chupan (Čoban) vers 1574-1578
- Surkhai I vers 1574-1604
- Sultan Muta (a Enderey) vers 1578-1634
- Mohammed (a Gazanix) vers 1578-1590
- Girei (a Gili) vers 1578-1614
- Andia (a Kafir-Kumuk des de vers 1578) 1604-1623
- Ildar 1623-1635
- Aidemir 1635-1640
- Surkhai II (a Tarki 1641-1651) 1640-1641
- Ali Beg 1641-1688
- Surkhai III Chulak (també kan de Xemaka o Xirvan) 1688-1741
- Muhammad ibn Surkhai (a Tarki 1748-1789) 1741-1789
- Surkhai IV Khun-Butta (a Tarki 1789-1827) 1789-1813
- Aslan Khan 1813-1816
- Surkhai IV Khun-Butta (segona vegada) 1816-1820
- Aslan Khan (segona vegada) 1820-1835 (vassall rus)
- Nutsal Khan 1835-1836 (vassall rus)
- Muhammad Mirza 1836-1838 (vassall rus)
- Ummu Gulsum Bike (reina regent) 1838-1847
- Mahmud Beg 1841-1843 (vassall rus)
- Gadji Yahya 1843 (vassall rus)
- Abd al-Rahman Beg (a Tarki 1843-1847) 1843-1847 (vassall rus)
- Aglar Beg (a Tarki 1847-1859) 1847-1859 (vassall rus)

## Xamkhals de Tarki
- Sultan But 1578-1584
- Xevkhal 1584-1598
- Kaganali vers 1600
- Surkhai II (dels kumuks Ghazi-Ghumuq 1640-1641) 1641-1651
- Desconegut/s
- Budai II vers 168-1688
- Murtaza Ali vers 1688-1700
- Adil Giray 1700-1725
- Annexió a Rússia 1725-1732/1735
- Hazbulat Khan (Khas Pilad Khan) 1732/1735-1764 (fill d'Adil Giray)
- Murtazali Khan 1765-1782
- Bamat (Muhammad Khan) 1782-1794
- Desconegut 1794-1797
- Mehdi (Tt. General a l'exèrcit rus) 1797-1820
- Arslan Beg 1820-1833
- Suleiman 1833-1836
- Abu Musselim Khan, Príncep Tarkovsky 1836-1843
- Abd al-Rahman Beg (dels kumuks 1843-1847) 1843-1847
- Aglar Beg (dels Kumuks 1847-1859)........1847-1858
- Tarhan 1858
- Desconegut 1858-1860
- Xams al-Din 1860-1867